# Санта-Марія-Егіціана
Санта-Марія-Егіціана (італ. Chiesa di Santa Maria Egiziaca) — середньовічна церква в Римі на П'яцца-Бокка-делла-Веріта.
Церква побудована з використанням структури Храму Портуна, на берегах Тибру. З напису виявленого у 1571 році видно, що стародавній римський храм був перетворений на церкву під час понтифікату Папи Римського Івана VIII, 872 (або 873 року), і був присвячений Діві Марії: церква називалась Sanctae Mariae в Secundicerio тому що відхід Стефана Стефанеші, судді і італ. secundicerio, тобто другою людиною по значущості в суді Івана VIII. У середньовічних документах, церкву також називають Sanctae Mariae de gradellis.

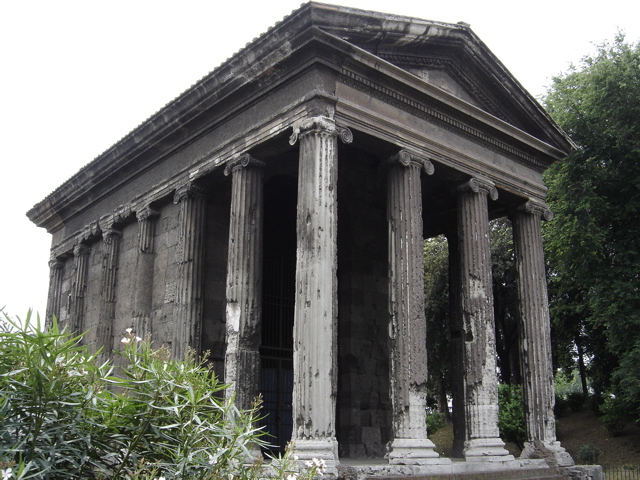
Храм Портуна

Ім'я преподобної Марії Єгипетської (єгипетської святої третього століття), видно перший раз в каталозі у 1492 році і отримало широке поширення в каталогах шістнадцятого століття.
Папа Пій V у 1571 році надав церкву вірменам, які втратили свою церкву через будівництво гетто і які займали храм до 1921 року: це була національна церква вірмен. Климент XI (1700—1721) зробив реставрацію і прикрасив церкву, а також прилеглі будинки, де проживали прочани особливо вірмени, які приїхали щоб відвідати святі місця Риму.
У двадцяті роки двадцятого століття церква була занедбана через відновлення стародавнього римського храму, велика частина інтер'єру були переміщені з 1924 року в церкву Святого Миколи Толентіно, який став новим храмом вірменської національної церкви, прилеглий госпіс для паломників вірмен був знесений у 1930 році.
У церкві знаходиться всередині головний вівтар із зображенням Марії Єгипетської — Федеріко Цуккарі. З лівої сторони, раніше не було моделі каплиці Гробу Господнього в Єрусалимі. Тепер він був відновлений в однак все ще зберігає стародавні картини із зображенням святих з раннього середньовіччя і розповідей про Діву Марію, та і інші фрески з історії єгипетських святих.